# Reprezentacja Litwy w piłce siatkowej mężczyzn
Reprezentacja Litwy w piłce siatkowej mężczyzn to narodowa reprezentacja tego kraju, reprezentująca go na arenie międzynarodowej. Na razie nie wystąpiła na Mistrzostwach Świata.